# Eparchia di Vicebsk
L'eparchia di Vicebsk (in bielorusso: Віцебская епархія; in russo Витебская епархия?) è un'eparchia dell'esarcato bielorusso del Patriarcato di Mosca.
Dal 7 luglio 1992 l'eparca è l'arcivescovo Dimitriy di Vicebsk e Orša, nato Nikolay Ryhoravich Drozdov.

## Territorio
L'eparchia comprende le città di Vicebsk e di Orša, e i distretti di Vicebsk, Orša, Bešankovičy, Haradok, Dubroŭna, Lepel', Lëzna, Sjanno, Talačyn, Čašniki e Šumilina nella regione di Vicebsk.
Sede eparchiale è Vicebsk, dove si trova la cattedrale dell'Intercessione.
Nel 2024 l'eparchia conta 178 parrocchie e 6 monasteri.

## Storia
L'eparchia è una delle più antiche diocesi in Europa orientale. 
Nel 1401, dopo la conquista di Vicebsk da parte del Granduca lituano Vitoldo, il vescovo Teodosio di Polack venne ordinato arcivescovo di Polack e Vicebsk. Dopo la conquista di Polack nel 1563 per mano di Ivan il Terribile, Vicebsk divenne sede di una diocesi separata, che faceva riferimento alla metropolia di Kiev.
Nel 1936 sono state chiuse a Vicebsk 16 delle 17 chiese esistenti. La vita religiosa nella regione ha cominciato a rivivere alla fine del 1980.
L'eparchia è stata separata dalla diocesi di Polacsk l'11 giugno 1992, su decisione del Consiglio dei vescovi della chiesa ortodossa russa. Al momento della sua erezione l'eparchia contava 9 chiese e 12 sacerdoti, con un territorio esteso su 11 distretti amministrativi del voblasc' di Vicebsk. Oggi le parrocchie dell'eparchia sono 187, servite da 132 sacerdoti e 32 diaconi.